# カフリンクス

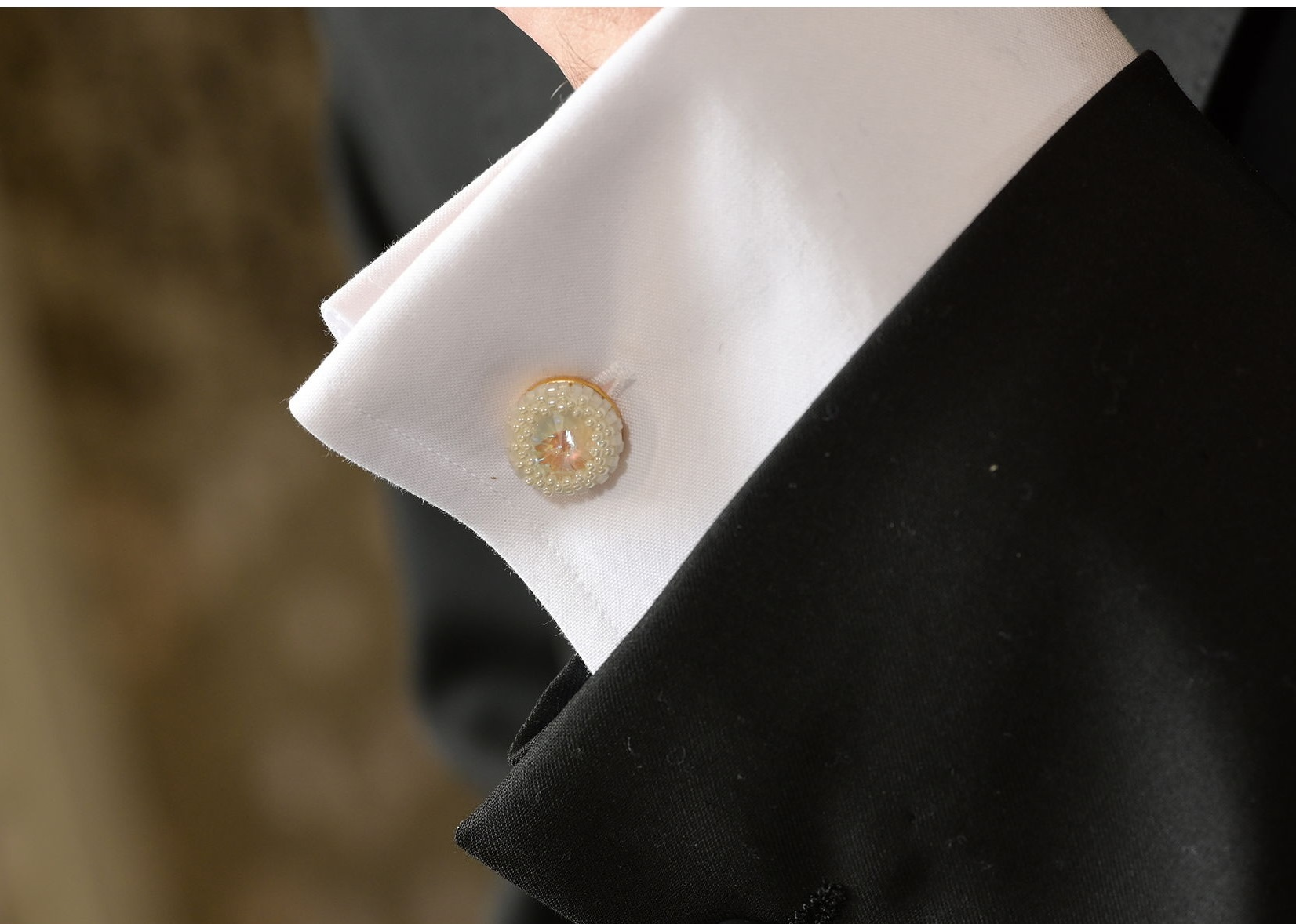
カフリンクス（カフスボタン）

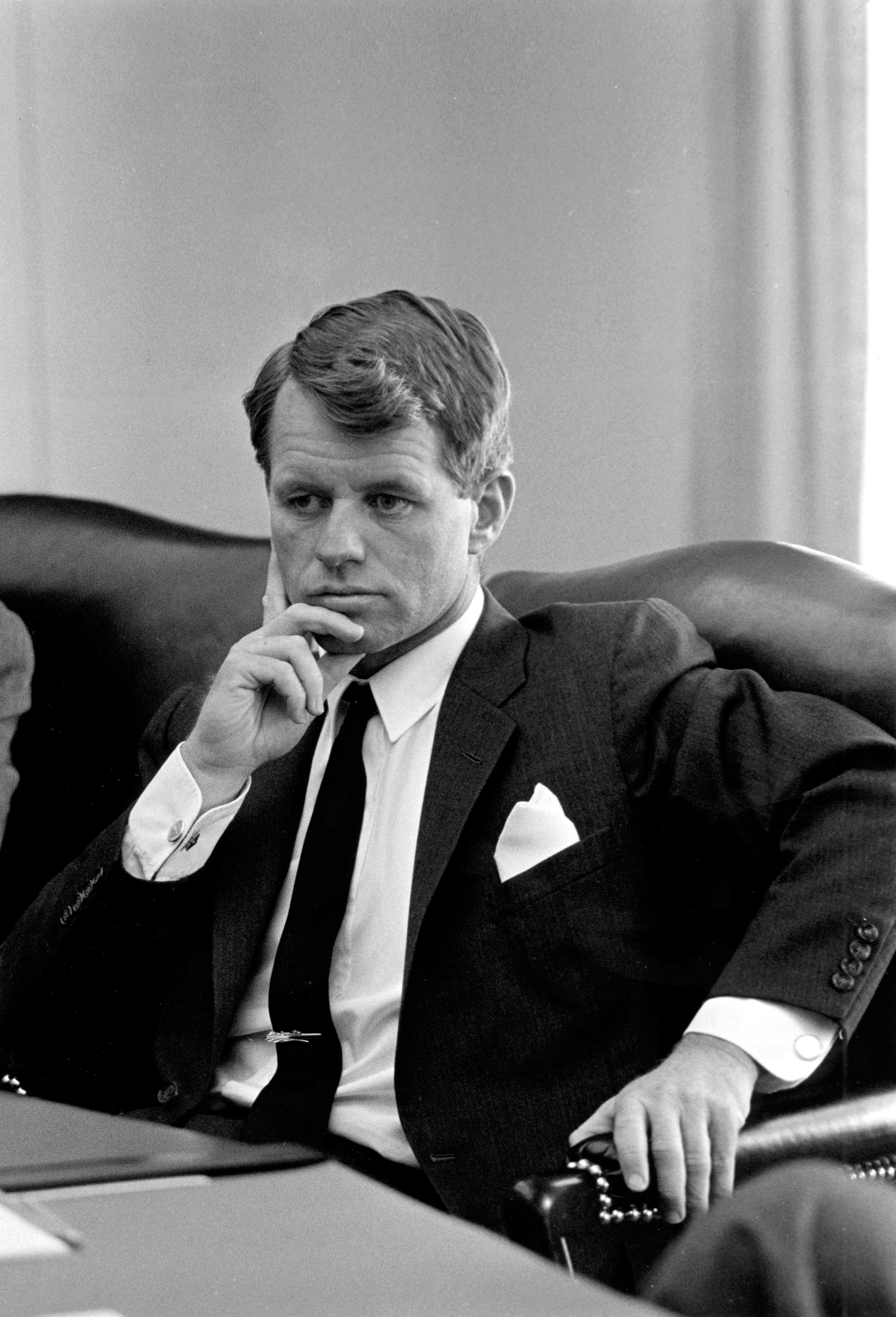
カフリンクスの着用例（写真はロバート・ケネディ）

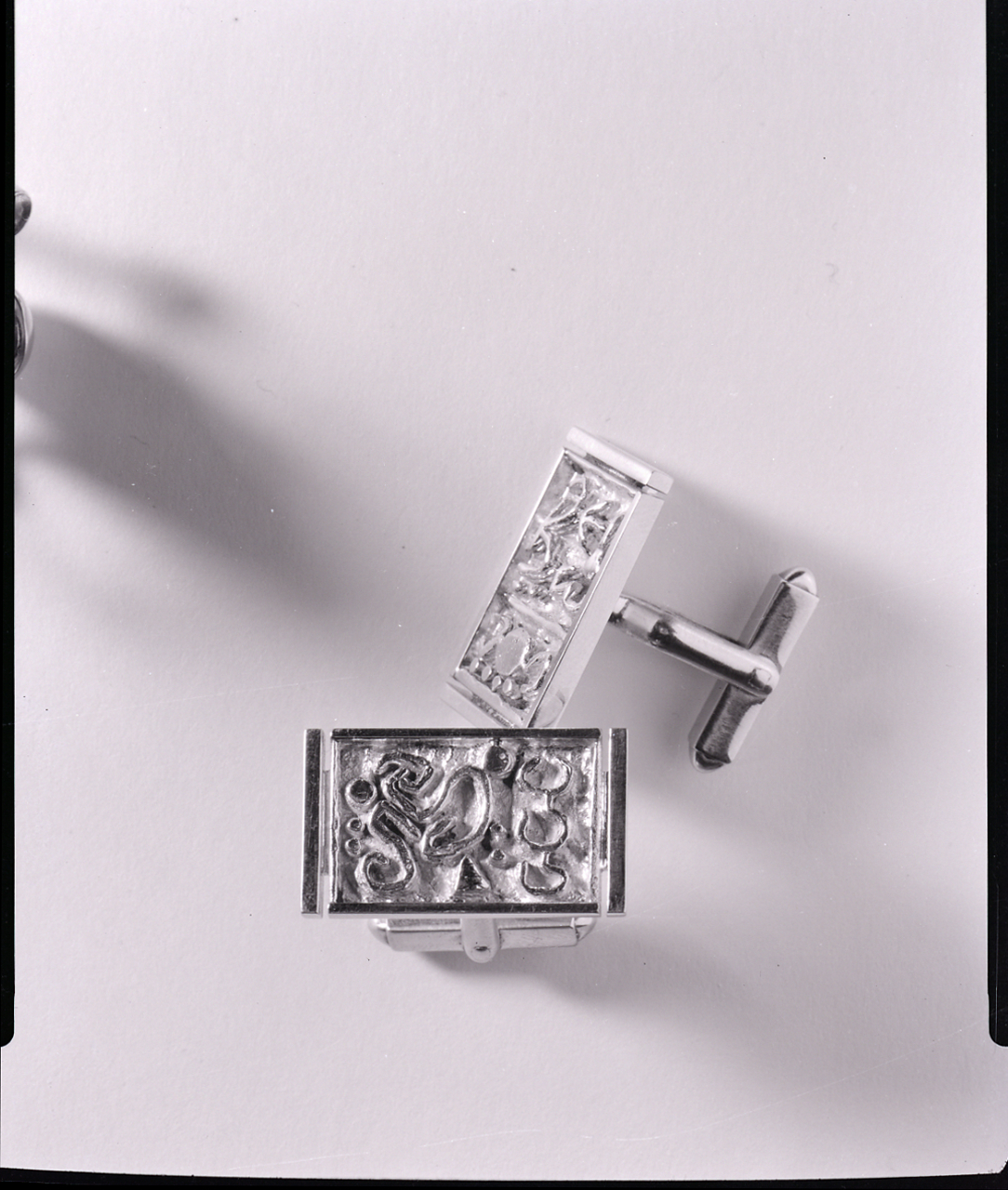
カフリンクス（撮影:パオロ・モンティ[BEIC財団]）

カフリンクス（cufflinks、ひとつの場合は単数系cufflink）とは、ドレスシャツ（ワイシャツ）やブラウスの袖口（カフ）を留めるための装身具。
日本ではカフ(ス)ボタン、カフスと称されることも多い。
漢字表記は手釦で、しゅこうまたは、そのままカフスボタンと読む。英語のcuffs(カフス)は上着の「袖」やトラウザーズの「裾」を意味し、cuff button(カフボタン)はジャケットやシャツに縫い付けられたボタンを指す単語である。

## 概要
カフリンクスは17世紀のフランスに始まったとされる。当時は袖の装飾としてレースやリボンなどを使用していたが、それらの代わりに金や銀のボタンを金属製の鎖でつないだもので留めるようになったのがカフリンクスの起源といわれている。当時のカフリンクスはもっぱらハンドメイドで制作された上流階級のものであったが、産業革命により大量生産が可能となり一般にも普及していった。
シャツをカフリンクスで留めるためには、袖の両端にボタンホール(en:Buttonhole)が開いていることが必要である。カフスの内、ボタンがついていないシングルカフス(テニスカフス、本カフスとも。いずれも日本語）や、ダブルカフス（フレンチカフスとも）は、カフリンクスを使用しなければ袖を留めることができない。コンバーティブルカフスと呼ばれるタイプのシャツは、通常のボタンとボタンホールに加えて、ボタンの横にもボタンホールが開けてあり、ボタンまたはカフリンクスのどちらかを使用して袖口を留めることができる。
なお、ボタンが付いている側にボタンホールが空いてないカフス(バレルカフス、バレルは樽の意味)には、カフリンクスは装着できない。
なお、現在では弔事で付けないのがマナーとされる場合がある。

## 種類

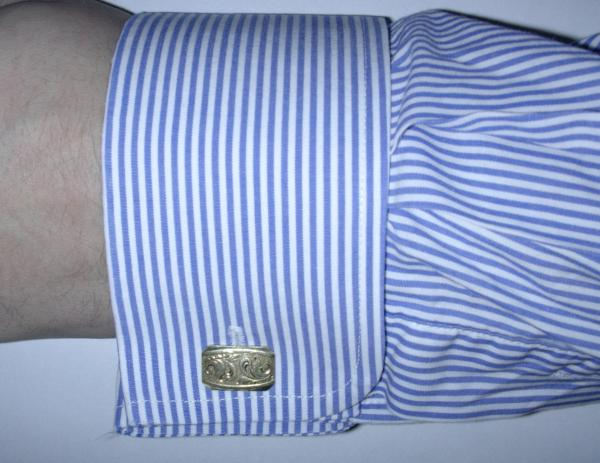
フレンチカフスとカフリンクス

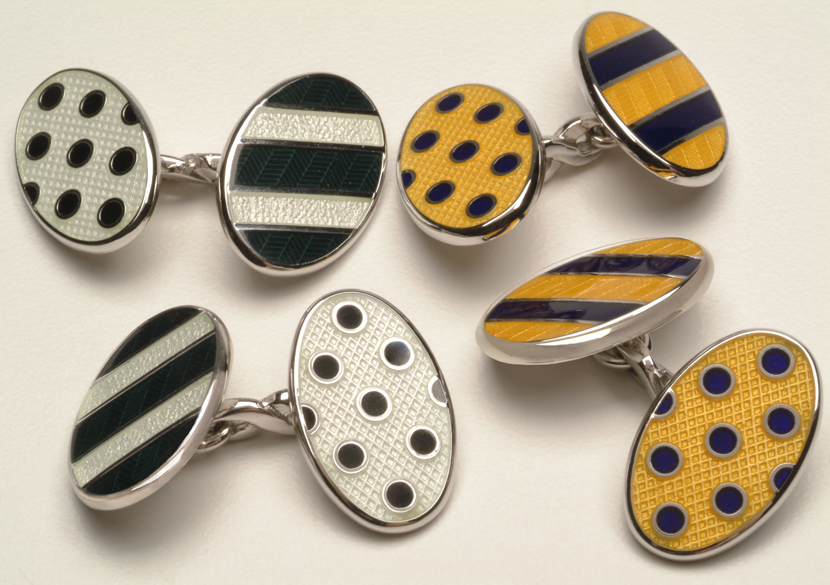
チェーン式（ダブルフェイス）

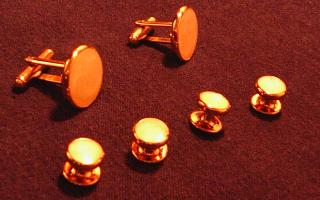
スウィヴル式とスナップ式

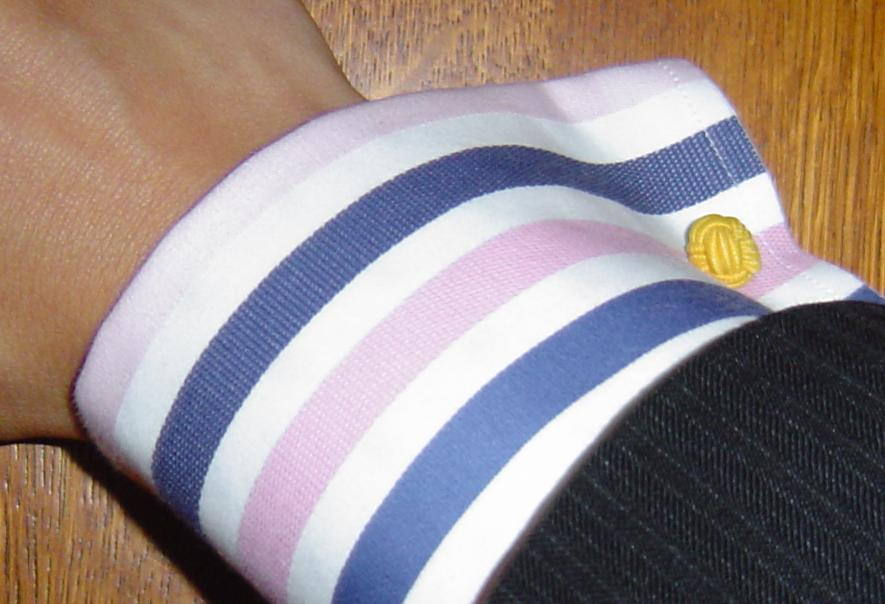
シルクノット

カフリンクスの本体にあたる部分をフェイス、カフリンクスの袖の内側の面をバッキングという。留めかた、素材、デザインなどは多様であり、主な留めかたには以下の種類がある。
チェーン式（Chain link）
フェイスとバッキングを鎖で繋いだ古典的なタイプで1640年から1920年頃まで使用された。
エクステンション式（Extension）
チェーン式の一種で、あらかじめ袖にカフスリンクを通しておいて、着るときに内蔵されたチェーンが伸びる仕組みになっている。一見するとチェーンが内側のバッキングに隠れているためスナップ式に外見が酷似している。
スウィヴル式（Bullet back closure、Swivel）
バッキング部がバネになったものが多い。使用方法はT字状のバッキング部を倒してシャツの袖口の外側のボタン穴に通しておく。袖を通してから内側のボタン穴に差し込んで、再び起こしてT字状にする。現在ではもっとも一般的な種類である。
スナップ式（Snap）
ふたつに分かれておりスナップボタンでつなげるようになっている。ボタンの凹部分と凸部分をそれぞれボタンホールに差し込んでおいて、袖を通してから留める方法で、1920年から1940年代にかけて流行した。
固定式（Fixed backings、Fixed）
留め金部分は、固定された棒状になっていて、先の方を引っ掛ける、奥までそのまま挿すだけで留まるようになっているタイプ。フェイスがリバーシブルになっている物も多い（ダブルフェイスと言う）。
ラップアラウンド式（ロール・カフリンクス）
カフリンクスを囲むように鎖や金属のメッシュ製のベルトが付いた物だが一部に革のベルトもある。スウィヴル式と兼用の物が多い。小型の鎖を填めてスウィヴル式とラップアラウンド型と切り替えられる物もある。（カフスチェーン、カフスチャーム）がチェーン式とは別のものである。ラペルピンとして用いる物もいる。
錠前式（パドロック）
ラップアラウンド式に存在する、金属のメッシュ製のベルトやチェーンを留め具として発展させたもの。
紐式（Silk Knot）
シルクや安価なゴムを用いているタイプで気軽な服装に好まれている。
素材には、貴金属をはじめとした金属、宝石、鼈甲、エナメル、ガラスなどが使われる。デザインも円形、方形、円筒形、球形などにアレンジを加えたものから様々なアイテムを模したもの、中が空洞になっていてものを入れることができるようになっているものなどさまざまである。
カフリンクスと類似したものにボタンカバーというボタンにかぶせるアクセサリーがある。

## その他
- 日本の皇室では、記念の品などとして御紋入りの手釦（カフリンクス）を賜うことがあった[3]。

## 一覧

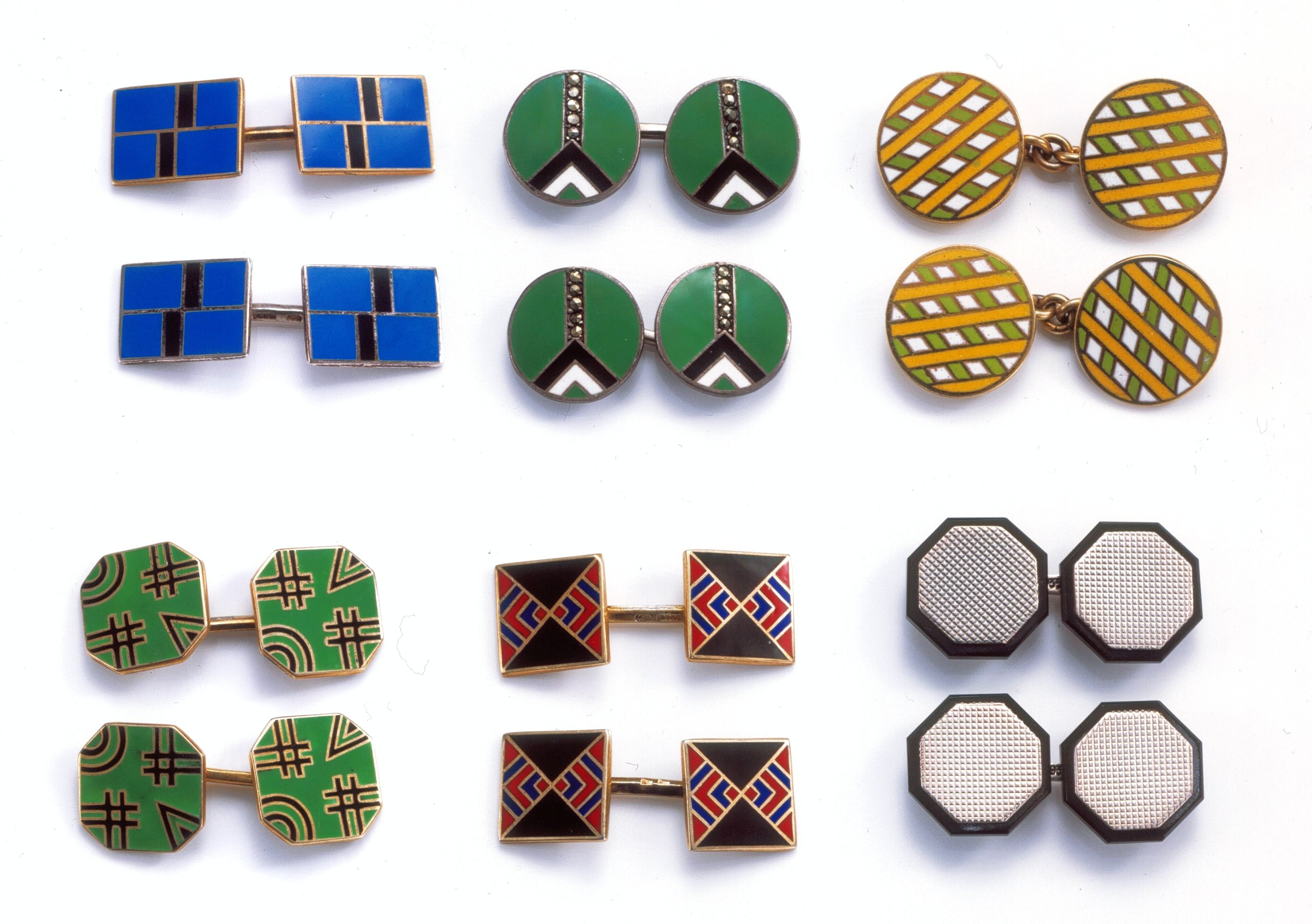
ダブルフェイスのカフリンクス
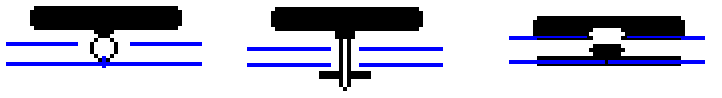
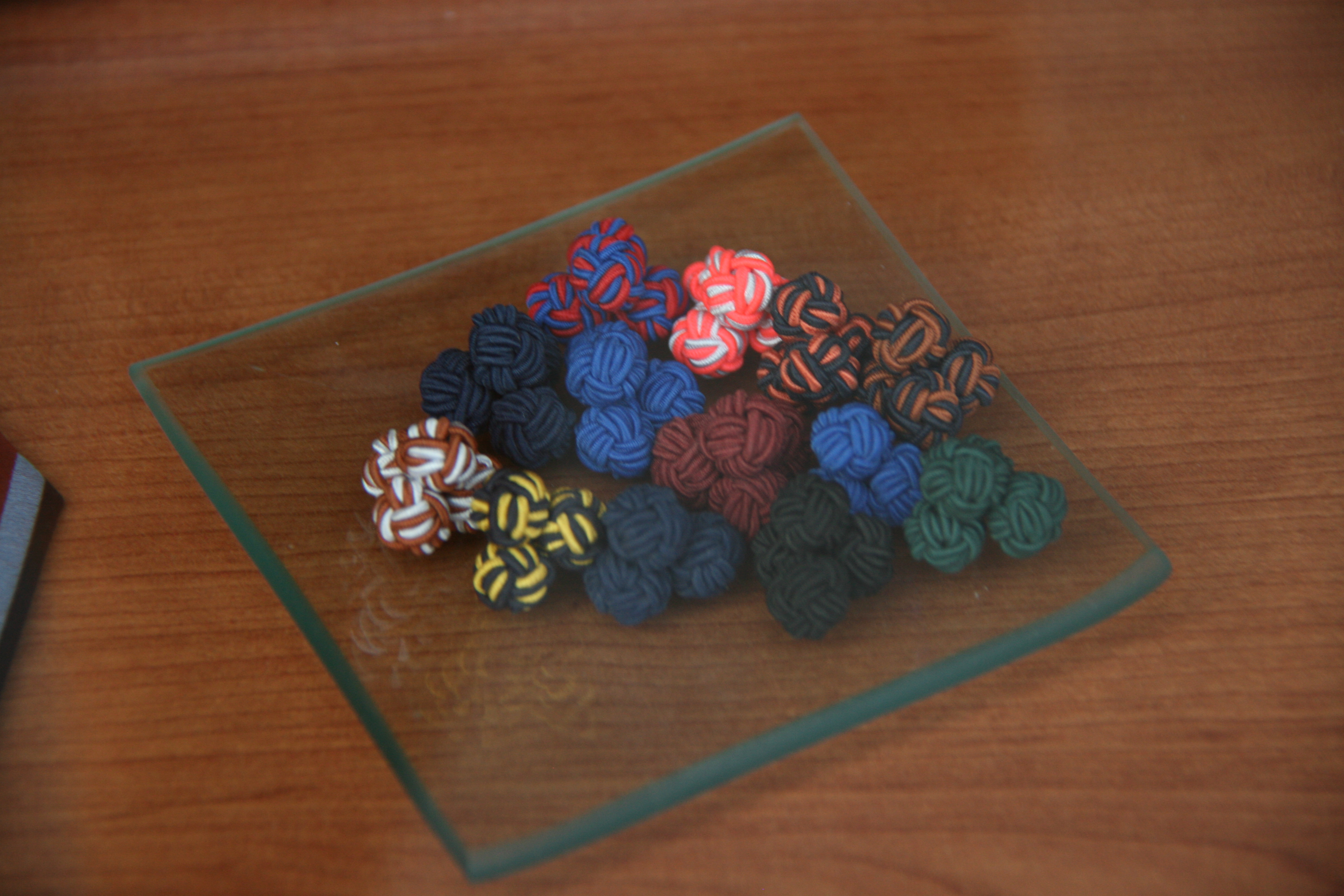
シルクノットのカフリンクス
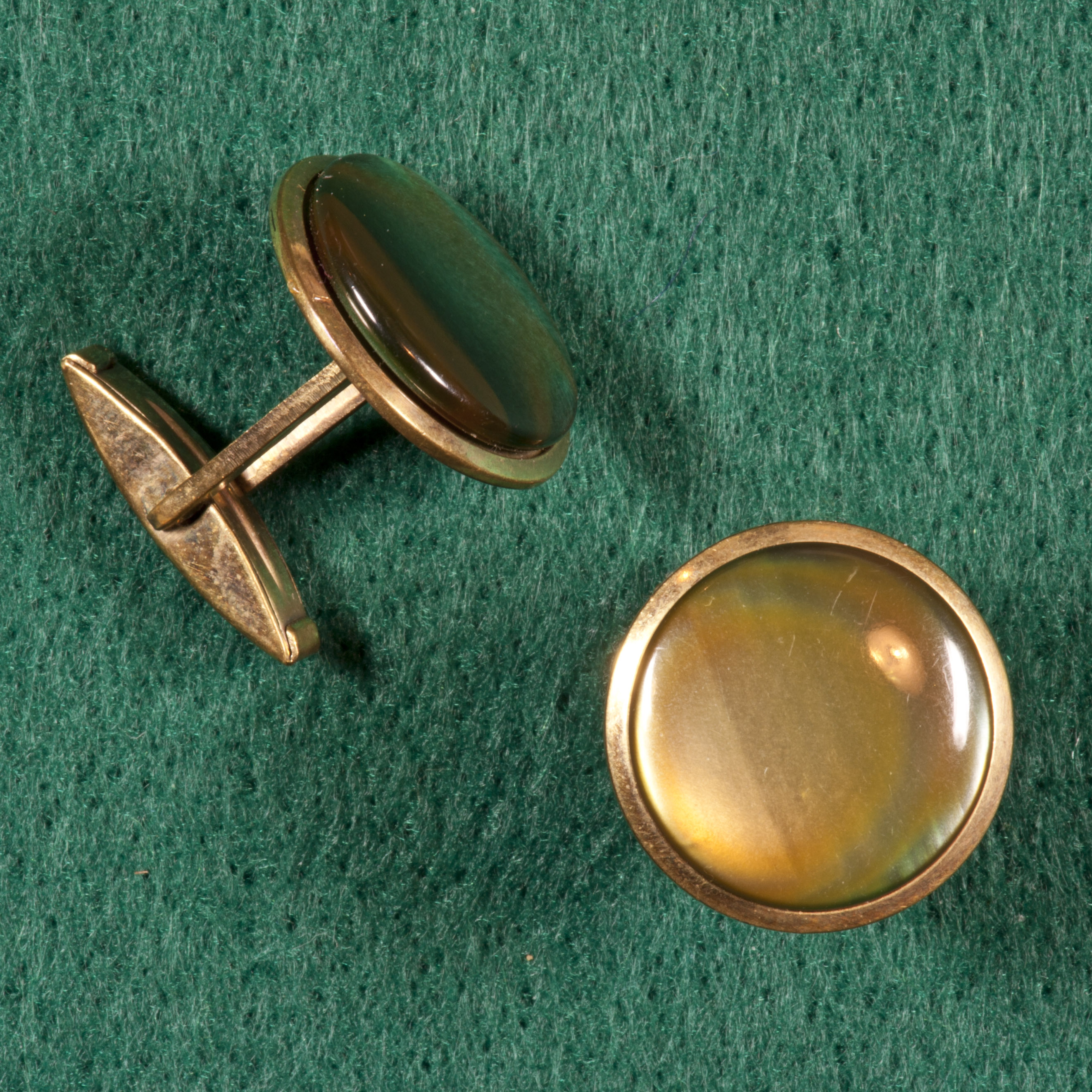
スウィヴル式のカフリンクス
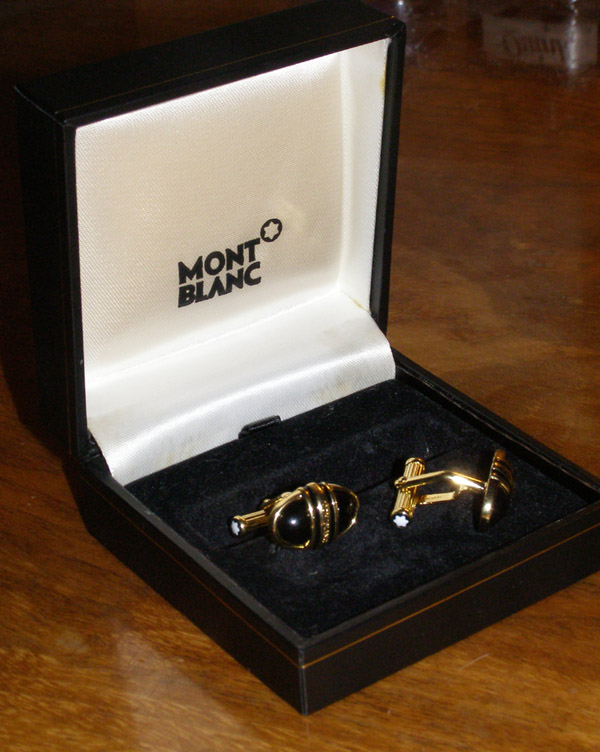
箱に収まったカフリンクス